# Departament de Defensa dels Estats Units
El Departament de Defensa dels Estats Units (en anglès, United States Department of Defense, DoD o DOD, i anomenat de vegades Department of Defense) és el ministeri del govern dels Estats Units d'Amèrica encarregat de les forces militars del país, tot el temps.
El seu director és el Secretari de Defensa, que forma part del gabinet presidencial. La seva seu central es troba a El Pentàgon a Arlington (Virgínia), prop de Washington DC.
Aquest departament es va crear per la fusió del Departament de l'Armada i del Departament de Guerra a 1947 sota la presidència de Harry Truman.
El Departament de Defensa controla actualment els tres departaments militars: el Departament de l'Armada (que inclou tant l'Armada com el Cos de Marines), el Departament de l'Exèrcit (responsable de l'Exèrcit) i del Departament de la Força Aèria (responsable de la Força Aèria). També té sota la seva tutela a l'Estat Major Conjunt, als Unified Combatant Command i a algunes altres agències de defensa com la Missile Defense Agency, que s'encarrega de l'escut antimíssils.
El Departament de Defensa i el Pentàgon tenen 700 o 800 bases al voltant del món, en 63 països. Les seves bases tenen una extensió total de 120.191 quilòmetres quadrats.